# Буревісник (чоловічий гандбольний клуб, Київ)
«Буревісник»— історичний український чоловічий гандбольний клуб з міста Київ. Один з найстаріших гандбольних клубів України. Багаторазовий чемпіон і призер чемпіонатів УРСР. Чемпіон СРСР. Неодноразовий призер чемпіонатів СРСР.

## Досягнення
- Чемпіонат СРСР
  -  Чемпіон (1): 1957

- Чемпіонат УРСР
  -  Чемпіон (13): 1946, 1947, 1948, 1949, 1950, 1951, 1952, 1953, 1954, 1955, 1956, 1957, 1958
  -  Срібний призер (): 1960
  -  Бронзовий призер ():